# Kozinovec
Kozinovec je potok na Středním Pováží, v západní části okresu Púchov. Je to pravostranný přítok potoka Lysky, měří 2,2 km a je vodním tokem VI. řádu.

## Pramen
Pramení na severním okraji Bílých Karpat, v podcelku Kýčerská hornatina, na severním svahu Bartošovce (789,5 m n. m.) v nadmořské výšce přibližně 680 m n. m., nedaleko státní hranice s Českem. 

## Směr toku
Od pramene teče téměř výhradně severním směrem, na dolním toku vstupuje do jihozápadního výběžku Javorníků, do geomorfologické části Lysianska brázda. Zde protéká osadou Kozinová, stáčí se na severovýchod a podtéká železniční trať Púchov - Horní Lideč i silnici I/49.

## Ústí
Na okraji osady Strelenka ústí v nadmořské výšce cca 438 m n. m. do potoka Lysky. Na svém toku nepřibírá žádné přítoky.